# Carl Darling Buck
Carl Darling Buck (* 2. Oktober 1866 in Orland, Maine; † 8. Februar 1955 in Chicago, Illinois) war ein US-amerikanischer Klassischer Philologe und Linguist an der University of Chicago. Er beschäftigte sich mit der altgriechischen Sprache und ihren Dialekten, mit den Italischen Sprachen, aber auch mit Sanskrit. Er gilt als Pionier der Indo-europäischen Linguistik in den Vereinigten Staaten. Seine Werke zu griechischen Dialekten, zur vergleichenden Grammatik und zur Etymologie zählten lange Zeit zu den Standardwerken.

## Leben
Carl Darling Buck erwarb 1886 an der Yale University einen Bachelor, 1889 einen Ph.D. ebendort. Während seiner Studien an der American School of Classical Studies in Athen (1887–1889) leitete er die Grabungen in Ikaria und nahm er auch kurzzeitig an Ausgrabungen in Ägypten teil. Zwischen 1889 und 1892 studierte er bei Karl Brugmann und August Leskien in Leipzig.
1892 wurde Buck Assistant Professor für Sanskrit und vergleichende Philologie an der University of Chicago, 1894 Associate Professor, 1900 erhielt er eine ordentliche Professur. Von 1903 bis 1933 leitete er die Abteilung, 1933 wurde er emeritiert.
Zu seinen Schülern gehörten Leonard Bloomfield, George Sherman Lane und Edgar Howard Sturtevant. Buck galt aber als „wenig inspirierender“ Lehrer und seine Vorlesungen galten als „einschläfernd“.
1916 war Buck Präsident der Society for Classical Studies. 1921 wurde er in die American Academy of Arts and Sciences gewählt, 1923 in die American Philosophical Society. 1927 und 1937 war er Präsident der Linguistic Society of America. 1912 erhielt Buck ein Ehrendoktorat der Universität Athen, 1935 eines der Princeton University. Sein etymologisches Dictionary of Selected Synonyms in the Principal Indo-Europea Languages ist mit über 1500 Seiten eine umfangreiche Quelle für historisch arbeitende Onomasiologen und Eurolinguisten.
Carl Buck war ab 1889 mit Clarinda Darling Swazey verheiratet; das Paar hatte drei Kinder.

## Veröffentlichungen (Auswahl)
- Elementarbuch der oskisch-umbrischen Dialekte. Heidelberg: Winter 1905.
- Introduction to the Study of the Greek Dialects: Grammar, Selected Inscriptions, Glossary. Boston: Ginn and Company 1910.
- Comparative Grammar of Greek and Latin. Chicago: University of Chicago Press 1933.
- A Dictionary of Selected Synonyms in the Principal Indo–European Languages: A Contribution to the History of Ideas. Chicago: University of Chicago Press 1949.